# Berg-Spitzmausratte

Verbreitungsgebiet der Berg-Spitzmausratte

Die Berg-Spitzmausratte (Soricomys montanus) ist eine 2012 neu beschriebene Art in der Familie der Langschwanzmäuse (Muridae).

## Merkmale
Nachdem 2006 die Kalinga-Spitzmausratte (Soricomys kalinga) als neue Art anerkannt war, wurden ähnliche Exemplare aus den südlichen Bereichen der zentralen Bergkette auf der philippinischen Insel Luzon zu dieser Art gerechnet. Abweichende morphologische und genetische Details legten eine Beschreibung als eigenständige Art nahe, was 2012 erfolgte.
Die Berg-Spitzmausratte erreicht eine Gesamtlänge von 182 bis 199 mm, inklusive eines 87 bis 98 mm langen Schwanzes. Sie hat 23 bis 25 mm lange Hinterfüße, 13 bis 15 mm lange Ohren sowie ein Gewicht von 23 bis 31 g. Das Fell hat überwiegend eine dunkle rotbraune Farbe. Es kann am Bauch etwas heller mit kürzeren Haaren sein. Der Kopf ist durch eine spitze Schnauze, kleine Augen und kleine Ohren gekennzeichnet. Männchen besitzen einen auffällig großen Hodensack. Bei Weibchen kommen zwei Paar Zitzen vor.

## Verbreitung und Lebensweise
Die Art hält sich in Bergregionen von Luzon auf, die auf 1.950 bis 2.690 Meter Höhe liegen. Sie lebt in offenen Laubwäldern im Gebirge, die oft durch Menschen verändert wurden. Die Berg-Spitzmausratte meidet Nadelwälder und Landwirtschaftsflächen. Sie ist tagaktiv und ernährt sich von Regenwürmern sowie von anderen Wirbellosen, die in der Laubschicht oder in den oberen Bereichen des Bodens gefunden werden.

## Status
Dieses Nagetier kommt recht häufig vor. Es kann sich an Landschaftsveränderungen anpassen. In der Roten Liste der IUCN ist die Berg-Spitzmausratte noch nicht gelistet.

## Referenzliteratur
- Danilo S. Balete, Eric A. Rickart, Lawrence R. Heaney, Phillip A. Alviola, Melizar V. Duya, Mariano Roy M. Duya, Timothy Sosa und Sharon A. Jansa: Archboldomys (Muridae: Murinae) Reconsidered: A New Genus and Three New Species of Shrew Mice from Luzon Island, Philippines. American Museum Novitates 3754, 2012, S. 1–60 ()
- Heaney et al. (Hrsg.): The Mammals of Luzon Island. Johns Hopkins University Press, 2016 (englisch).

## Belege
1. 1 2 3 4  Heaney et al. (2016), S. 165 Soricomys montanus
2. ↑  Soricomys in der Roten Liste gefährdeter Arten der IUCN 2016. Abgerufen am 29. April 2017.